# イスコラト

イスコラト政府

イスコラト（ロシア語: Исколат）は新暦、1917年7月29日～30日（旧ロシア暦1917年8月11日~12日）ラトビアの社会民主主義者が中央評議会のイニシアチブを握っていた際にリガに設置された評議会。イスコラトはラトビア労働者・兵士・小作農代表ソビエト執行委員会（Исполнительный комитет Совета рабочих, солдатских и безземельных депутатов Латвии）の略称である。ラトビア社会主義ソビエト共和国の建国を目指した。
ロシアが10月革命を行った1917年10月以降、この革命はラトビアにも波及した。1917年12月17日、ラトビアの人民代議員大会はバルミエラに召集され、選挙によって新しいイスコラト政府の長にフリツィス・ロジンが選ばれた。この後ラトビア社会主義共和国中央評議会は10月革命をドイツに占領されていないラトビア領に持ち帰る目的のために運営された。
しかし、1918年2月、ドイツ帝国がリガを占領すると、イスコラトはツェーシス、さらにヴァルカまで移動した。さらにヴァルカ地区が奪われると、1918年3月にはロシア臨時政府によって設立されたこの機関は解体された。
ソビエト史ではイスコラトは1917年12月から翌年2月にかけてラトビアに主権を持った最初のソビエト政府と考えている。しかし、Andrew Ezergailisは「イスコラト共和国」のための自治と独立がラトビアのボルシェビキによって目標に達することは無かったとし、これらは連邦主義者のペトリス・スツカによって達成されたと表している。

## 註
1. ↑  Swain, Geoffrey (1999). “The Disillusioning of the Revolution's Praetorian Guard: The Latvian Riflemen, Summer–Autumn 1918” (PDF). Europe–Asia Studies 51 (4):  667–686. doi:10.1080/09668139998840 2007年7月10日閲覧。.

## 参照
- "Iskolat", Great Soviet Encyclopedia
- Zile, Zigurds L. (1977). “Legal Thought and the Formation of Law and Legal Institutions in the Socialist Soviet Republic of Latvia, 1917–1920” (PDF). Journal of Baltic Studies 8 (3):  195–204 2007年7月10日閲覧。.
- Ezergailis, Andrew (1983). The Latvian Impact on the Bolshevik Revolution: The First Phase: September 1917 to April 1918. East European Monographs no. 144. Boulder: East European Monographs. ISBN 088033035X. OCLC 61541087